# Canyengue
Canyengue – wczesna forma tanga argentyńskiego.

## Historia
Istnieje kilka interpretacji powstania terminu canyengue. Według José Gobello termin pochodzi od dwóch wyrazów afrykańskich: candombe i yongo (canyongo, canyengue).